# Климентівський гідрологічний заказник
Климе́нтівський — гідрологічний заказник загальнодержавного значення, об'єкт природно-заповідного фонду Сумської області. Був оголошений рішенням Сумського Облвиконкому № 662 25.12.1979 року на землях Староіванівської сільської ради (Пологівська сільська рада — агропайове об'єднання ім. Петровського). Адміністративне розташування — Охтирський район, Сумська область, біля села Климентове.

## Характеристика
Площа — 1007,5 га.
Спершу створений як гідрологічний заказник місцевого значення, 1998 року отримав статус заказника загальнодержавного значення. У 2009 році увійшов до складу Гетьманського національного природного парку.
Територія заказника дуже мальовнича. Вона виконує роль регулятора ґрунтових вод і водного режиму Ворскли. Землі заказника сильно розчленовані старицями і болотами, на яких ніколи не проводилися гідромеліоративні чи інші роботи. Завдяки цьому збереглася багата водна, прибережно-водна, болотяна і лучна рослинність. Майже на всій території можна натрапити на угруповання рідкісного латаття білого, а також глечиків жовтих і зозулинця болотного.
У заказнику живуть: видра річкова, журавель сірий, поліксена, джміль моховий, занесені до Червоної книги України.

## Зміна статусу
Рішенням Сумської обласної ради № 1341/98 09.12.1998 року статус заказника місцевого значення було скасовано.
Скасування відбулось з причини оголошення заказника об'єктом природно-заповідного фонду загальнодержавного значення.
Вся інформація про створення об'єкту взята із текстів зазначених у статті рішень обласної ради, що надані Державним управлянням екології та природних ресурсів Сумської області Всеукраїнській громадській організації «Національний екологічний центр України»..